# Ambassade aborigène

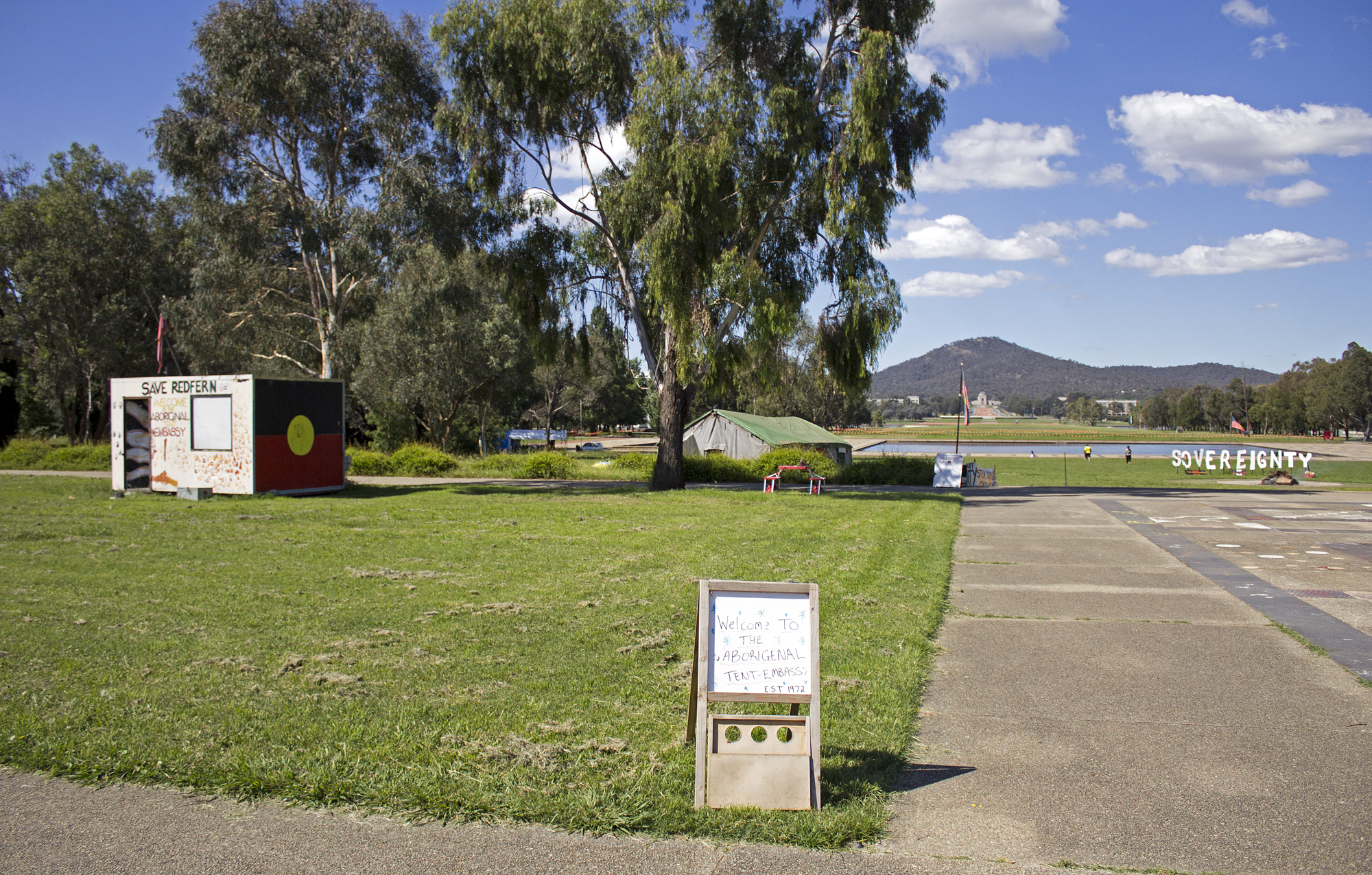
Une des tentes de l’« ambassade aborigène »

L’ambassade aborigène (en anglais : Aboriginal Tent Embassy) est un ensemble de tentes, de panneaux, de drapeaux, accompagnés d'activistes, situés en permanence sur la pelouse de l'ancien Parlement fédéral australien à Canberra. Cette « ambassade » autoproclamée, non reconnue comme telle par le gouvernement australien, a pour but de défendre les droits et les intérêts des Aborigènes d'Australie et de les représenter en tant que nation dont les terres sont occupées. Le drapeau aborigène y est hissé. Précisons qu'aucun traité n'a, à ce jour, été conclu avec les Aborigènes pour permettre la colonisation de l'Australie et la présence d'une population majoritairement non aborigène.
L'ambassade fut érigée le jour de la fête nationale australienne, le 26 janvier 1972, en réponse au refus du gouvernement de William McMahon de reconnaître les droits des Aborigènes à leurs terres ancestrales. L'ambassade est restée de manière intermittente entre 1972 et 1992, puis de manière permanente depuis lors. Parmi ses concepteurs les plus célèbres, citons Gary Foley, Chicka Dixon, Pearl Gibbs et Paul Coe.

## Histoire
En février 1972, l'ambassade nouvellement établie présenta au Parlement une liste de revendications, dont :
- la création d'un État du Territoire du Nord, au sein du régime fédéral australien, doté d'un parlement à majorité aborigène, avec le droit de souveraineté sur les terres de ce territoires ;
- la reconnaissance d'un droit de propriété aborigène sur les terres des réserves ;
- la préservation de tous les sites sacrés en Australie ;
- un dédommagement financier pour toutes les terres qui ne pouvaient être restituées aux Aborigènes.

Ces revendications furent rejetées. En juillet 1972, l'ambassade fut démontée par la police, qui arrêta huit personnes.
En octobre 1973, environ 70 Aborigènes organisèrent un sit-in sur les marches du Parlement et reconstruisirent l'ambassade. Le premier ministre Gough Whitlam accepta de les rencontrer.
En mai 1974, l'ambassade fut détruite par une tempête puis reconstruite. Elle fut détruite et reconstruite à plusieurs reprises jusqu'en 1992, puis reconstruite cette fois de façon permanente. En 1995, le gouvernement australien conféra à l'ambassade le statut de site classé au Natural Heritage Trust (patrimoine national) sans toutefois lui reconnaître le statut d'« ambassade » au sens habituel du terme.
En 2003, le « bureau principal » de l'ambassade fut détruit par un incendie criminel et les documents et archives accumulés à cet endroit depuis 1972 furent perdus.

#### Droit international
- Anthropologie juridique, Coutume, Savoirs traditionnels
- Peuple autochtone, Droit des peuples autochtones (Déclaration des droits des peuples autochtones)
- Terra nullius, Doctrine de la découverte, Colonialisme, Colonisation, Décolonisation, Néocolonialisme, Droit des peuples à disposer d'eux-mêmes

#### Études théoriques
- Guerres de l'histoire, Études postcoloniales, Études décoloniales